# Сандал Косача
Сандал Косача (на босненски: Sandalj Hranić Kosača) е босненски велможа, управлявал областта между бреговете на Неретва и Дрина като заема длъжността велик войвода на Босна от 1392 до смъртта си през 1435 г.
Като представител на династията Косача, Сандал наследява чичо си Влатко Вукович Косача през 1392 г. През 1403 – 1404 г. се води война между Босна и Дубровник при опита да се задържи на трона крал Остоя Котроманич. Един от босненските властели, Радич Санкович, се сражава на страната на Дубровник, оглавявайки техни войски в името на крал Остоя. По-голямата част от босненските властели обаче, сред които и Сандал Косача, искат да детронират Остоя и да качат на трона Твъртко II. Сандал разбива Радич и го ослепява, след което го затваря в тъмница до смъртта му през 1404 г.
През 1409 г. обаче ситуацията се променя. Неаполитанският крал Ладислав Анжуйски, дотогавашният претендент за унгарската корона, продава правата си над Далмация на Венецианската република и се оттегля обратно в Неапол, отказвайки се от балканските си владения и от претенциите си върху унгарския престол. На унгарския крал Сигизмунд Люксембургски вече не се налага да хвърля сили в борбата с този претендент и може да се заеме с непокорните войводи в Босна и главно с техния лидер Хървое Вукчич Хърватинич. Сигизмунд предоставя 60-хилядна войска на Остоя Котроманич и го връща отново на трона, а положението на Хървое Вукчич е сериозно разклатено. Сандал Косача, чиято съпруга Катарина е племенница на Хървое, също преосмисля положението си и през 1411 г. обявява подкрепата си за император Сигизмунд. Желаейки да установи по-близки връзки с императора, той решава да се ожени за сестрата на един от най-доверените му васали Стефан Лазаревич. Така Сандал се развежда през декември 1411 г. с Катарина и се оженва за Елена Лазаревич, което сериозно заздравява позициите му.
През 1419 г. Сандал Косача става най-могъщият и влиятелен човек в Босна. След като през 1415 г. той участва в заговора за убийството на Павле Раденович, Сандал влиза в конфликт с рода Раденовичи, известни и като Павловичи, и в борбата си с тях търси съюз с османците.
Сандал умира през 1435 г. бездетен и е наследен от племенника си Стефан Косача, син на неговия брат Вукац Косача.